# Бренцоне
Бренцоне (итал. Brenzone) је насеље у Италији у округу Верона, региону Венето.
Према процени из 2011. у насељу је живело 2358 становника. Насеље се налази на надморској висини од 81 м.

## Становништво
| 1931. | 1936. | 1951. | 1961. | 1971. | 1981. | 1991. | 2001. | 2011. |
| ----- | ----- | ----- | ----- | ----- | ----- | ----- | ----- | ----- |
| 2.504 | 2.612 | 2.339 | 2.343 | 2.396 | 2.373 | 2.284 | 2.358 | 2.496 |